# 千代田葛彦
千代田 葛彦（ちよだ くずひこ、1917年7月10日 - 2003年11月22日）は、俳人。本名次郎。台湾台中州にて生まれる。1934年阿川燕城の「竹鶴」に参加。終戦後に引揚げ。肺湿潤で療養後、中央大学法学部を卒業、教職に就く。1950年、「馬酔木」に入会し水原秋桜子に師事。1964年、『旅人木』で第4回俳人協会賞受賞。2003年、葛飾賞受賞。代表句「眠るまで月をいくつも見て眠る」他。「賜る俳句」を作句信条とした。句集に『旅人木』（1964年）『瀝々集』（1980年）『無邪』（2003年）。